# Derivada feble
En matemàtiques, una derivada feble és una generalització del concepte de derivada d'una funció (derivada forta) per a funcions no derivables, sinó només integrables, és a dir que pertanyen a l'Espai de Lebesgue {\displaystyle L^{1}([a,b])}. Vegeu distribucions per a una definició fins i tot més general.

## Definició
Sia {\displaystyle u} una funció en l'espai de Lebesgue {\displaystyle L^{1}([a,b])}. Es Diu que {\displaystyle v} en {\displaystyle L^{1}([a,b])} és un derivada feble de {\displaystyle u} si
{\displaystyle \int _{a}^{b}u(t)\varphi '(t)dt=-\int _{a}^{b}v(t)\varphi (t)dt}
per a tota funció infinitament derivable {\displaystyle \varphi } amb {\displaystyle \varphi (a)=\varphi (b)=0}. Aquesta definició està motivada per la tècnica d'integració d'integració per parts.
Generalitzant a n dimensions, si {\displaystyle u} i {\displaystyle v} pertanyen a l'espai {\displaystyle L_{loc}^{1}(U)} de funcions localment integrables per a algun conjunt obert {\displaystyle U\subset \mathbb {R} ^{n}}, i si {\displaystyle \alpha } és un multiíndex, es diu que {\displaystyle v} és la derivada feble {\displaystyle \alpha ^{essima}} de {\displaystyle u} si
{\displaystyle \int _{U}uD^{\alpha }\varphi =(-1)^{|\alpha |}\int _{U}v\varphi }
per a tot {\displaystyle \varphi \in C_{c}^{\infty }(U)}, és a dir, per a tota funció infinitament diferenciables {\displaystyle \varphi } amb suport compacte en {\displaystyle U}. Si {\displaystyle u} té uns derivada feble, aquesta s'escriu sovint {\displaystyle D^{\alpha }u} ja que les derivades febles són úniques (com a mínim, tret d'un conjunt de mesura zero, vegeu més avall).

## Exemples
- La funció valor absolut u : [−1, 1] → [0, 1], u(t) = |t|, que no és diferenciable a t = 0, té una derivada feble v coneguda com la funció signe donada per

{\displaystyle {\begin{array}{rccl}v\colon &[-1,1]&\to &[-1,1]\\&t&\mapsto &v(t)={\begin{cases}1,&{\mbox{si }}t>0;\\0,&{\mbox{si }}t=0;\\-1,&{\mbox{si }}t<0.\end{cases}}\end{array}}}
Aquesta no és l'única derivada feble per a u: qualsevol w que sigui igual a v gairebé a tot arreu és també un derivada feble de u. Normalment, això no és un problema, ja que en la teoria de espais Lp i espais de Sóbolev, les funcions que són iguals gairebé a tot arreu s'identifiquen.
- La funció característica dels nombres racionals {\displaystyle 1_{\mathbb {Q} }} no és diferenciable enlloc però té una derivada feble a tot arreu. Com que la mesura de Lebesgue dels nombres racionals és zero,

{\displaystyle \int 1_{\mathbb {Q} }(t)\varphi (t)dt=0}
Així {\displaystyle v(t)=0} és el derivada feble de {\displaystyle 1_{\mathbb {Q} }}. Fixeu-vos que això està d'acord amb la intuïció ja que quan es considera com a membre d'un espai Lp, {\displaystyle 1_{\mathbb {Q} }} s'identifica amb la funció zero.

## Propietats
Si dues funcions són derivades febles de la mateixa funció, són iguals excepte en un conjunt amb mesura de Lebesgue zero, és a dir, són iguals gairebé a tot arreu. Si es consideren classes d'equivalència de funcions, on dues funcions són equivalents si són iguals gairebé a tot arreu, llavors la derivada feble és única.
També, si u és diferenciable en el sentit convencional llavors la seva derivada feble és idèntica (en el sentit donat a dalt) a la seva derivada convencional (forta). Així la derivada feble és una generalització de la forta. A més, les regles clàssiques per a les derivats de sumes i productes de funcions també es compleixen per a la derivada feble.

## Extensions
Aquest concepte causa a les solucions febles en espais de Sóbolev, que són útils per a problemes d'equacions diferencials i en anàlisi funcional.